# Robert Franklin Sutherland

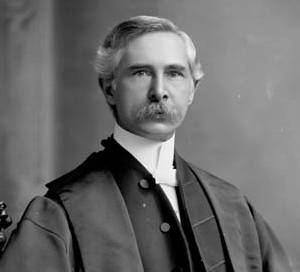

Robert Franklin Sutherland (ur. 5 kwietnia 1859 w Newmarket, zm. 23 maja 1922 w Toronto) – kanadyjski polityk, działacz Liberalnej Partii Kanady, prawnik.
W latach 1900–1909 reprezentował okręg wyborczy Essex North w Izbie Gmin. Od 1905 do 1909 pełnił funkcję spikera tej izby. 
Od 1909 był członkiem Królewskiej Tajnej Rady dla Kanady.